# Avotrichodactylus oaxensis
Avotrichodactylus oaxensis är en kräftdjursart som beskrevs av Rodríguez 1992. Avotrichodactylus oaxensis ingår i släktet Avotrichodactylus och familjen Trichodactylidae. IUCN kategoriserar arten globalt som sårbar. Inga underarter finns listade i Catalogue of Life.